# Westkerke (Tholen)
Westkerke (Zeeuws: Westkèrreke) is een buurtschap en voormalig dorp in Nederland gelegen op het Zeeuwse eiland Tholen, nabij Scherpenisse.
Het dorp is gesticht als een heerlijkheid voor het geslacht Westkerke en werd reeds in de 13e eeuw vermeld. De familie had bij dit dorp een kasteel Westkerke op en rond de (behouden gebleven) vliedberg. Vanaf 1767 was de heerlijkheid in bezit van het geslacht Mollerus, na 1795 zonder de daaraan verbonden bestuurlijke rechten; tot 1976 voerde een telg uit dit geslacht de titel heer van Westkerke. Het dorp was tot 1816 een zelfstandige gemeente, waarna het bij Scherpenisse werd gevoegd.

## Foto's

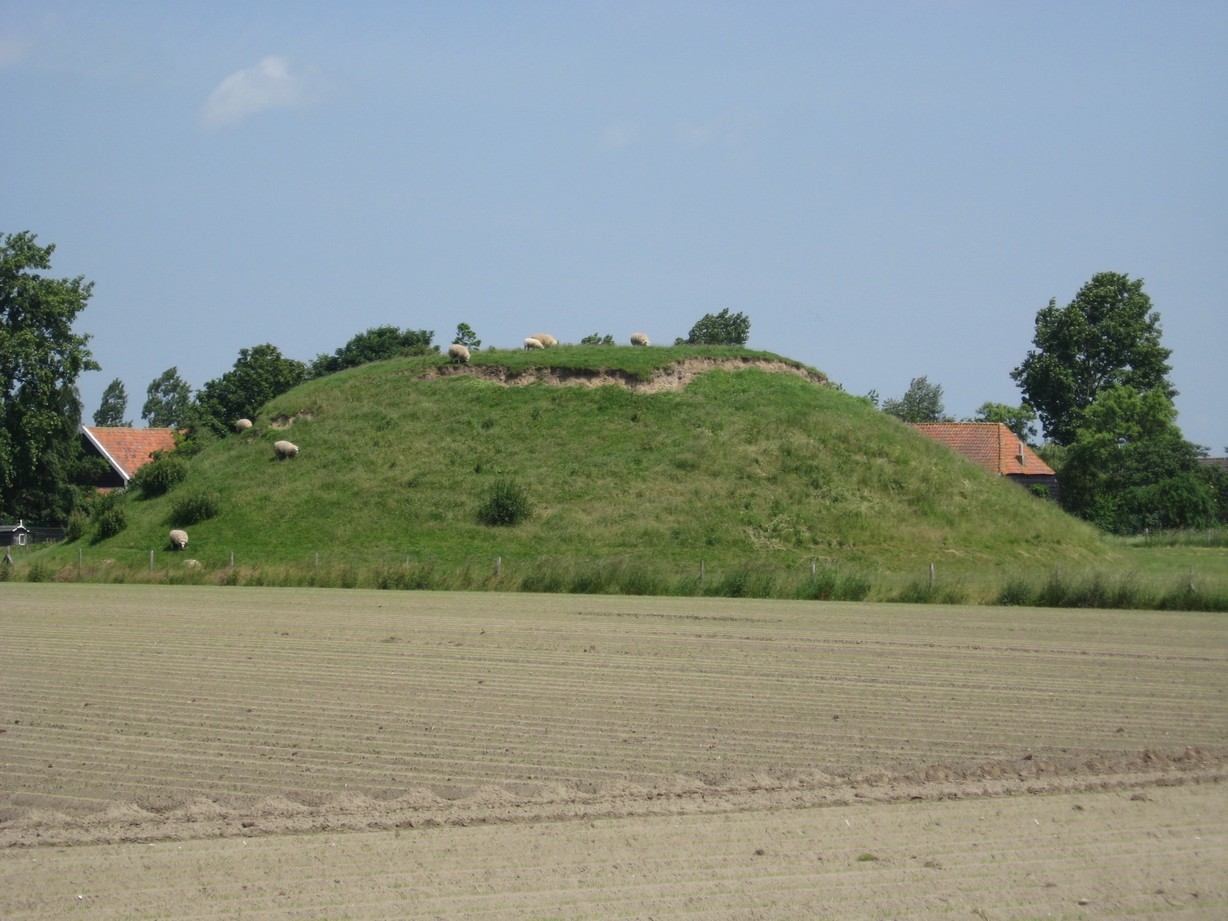
Vliedberg van Westkerke